# Dungarth I
Dungarth (gallese: Dyngad; latino: Doncatus; inglese: Duncan; attorno al 640) successe al padre Culmin sul trono della Dumnonia e regnò nel tardo VII secolo.
Il suo nome è una variante di quello dell'antenato Donaut. Fu probabilmente durante il suo regno (682) che i sassoni del Wessex spinsero i britanni fino al mare, forse attorno a Bideford.
Questo sovrano è generalmente considerato leggendario.